# Tegeocranellus mediolamellatus
Tegeocranellus mediolamellatus är en kvalsterart som beskrevs av Valerie M. Behan-Pelletier 1997. Tegeocranellus mediolamellatus ingår i släktet Tegeocranellus och familjen Tegeocranellidae. Inga underarter finns listade i Catalogue of Life.